# Ван Лэй (игрок в го)
Ван Лэй (кит. трад. 王磊, пиньинь Wáng Lěi, род. 26 декабря 1977) — китайский профессиональный игрок 8 дана по го.
Ван Лэй начал заниматься го с 9 лет, что достаточно поздно по азиатским меркам, и получил ранг первого профессионального дана в 1989 году в возрасте 12 лет. Его учителем стал Не Вэйпин, обладатель нескольких китайских титулов го. Свой первый титул Ван Лэй получил в 1997 году, обыграв в финале розыгрыша титула Баван Ма Сяочуня со счётом 4:2. В конце 2002 года Ван Лэй занимал первую строку рейтинга сильнейших игроков Китая. В 2003 году он стал обладателем Кубка NEC; в 2005 и 2006 году два раза подряд стал обладателем титула Синань Ван.

## Титулы
| Титул             | Победитель     | Финалист   |
| ----------------- | -------------- | ---------- |
| Кубок NEC (Китай) | 2003           |            |
| Синань Ван        | 2005, 2006     |            |
| Баван             | 1997           |            |
|                   | Тяньюань       | 1998       |
|                   | Кубок Чанци    | 2005       |
|                   | Кубок CCTV     | 1996       |
|                   | Синьжэнь Ван   | 1994, 1995 |
|                   | Кубок Lebaishi | 1998       |
|                   | Кубок Samsung  | 2002       |